# Éric Morin
Éric Morin (20 de diciembre de 1969) es un compositor canadiense. Ha recibido varios premios por sus composiciones, incluido el Premio Jules Léger de Nueva Música de Cámara en 2003 por su D'un Château l'autre y el Concurso Nacional de Jóvenes Compositores de CBC/Radio-Canada, que ganó dos veces. Sus obras han sido interpretadas por varios conjuntos musicales notables, incluida la Orquesta Esprit, la Orquesta del Centro Nacional de las Artes, la Sociedad de Música Contemporánea de Quebec y la Orquesta Sinfónica de Toronto, entre otros. Ha sido comisionado para escribir obras por el Consejo Canadiense para las Artes y el Conseil des arts et des lettres du Quebec.

## Vida y carrera
Nacido en Montreal, Morin se graduó del Conservatoire de musique du Québec à Montréal donde fue alumno de Gilles Tremblay. Realizó estudios de posgrado en el Conservatoire de Paris de 1996 a 1998 donde obtuvo una Maestría en Música en composición y fue alumno de Gérard Grisey. Luego ingresó al programa de doctorado en composición musical de la Universidad de Toronto en el otoño de 1998. Tras finalizar la carrera, estudió en el IRCAM donde realizó cursos de musicología y música del siglo XX.
Morin fue nombrado compositor residente de la Orquesta Sinfónica de Toronto en mayo del 2000, cargo que ocupó durante dos años. En septiembre del 2000 se incorporó al cuerpo docente de la Université Laval, donde actualmente es profesor de composición musical y orquesta.

## Trabajos
- Elegy, para quinteto de cuerda (2001)
- Bombs away, para orquesta (1999)
- D'un château l'autre, para quinteto de cuerda y 15 instrumentos (1998)
- Clone, para quinteto de viento y piano (1997)
- For Crying out loud, para cuatro instrumentos (1996-1997)
- Un, deux, beaucoup, para orquesta (1993-1994)